# Кастиэль
Кастиэ́ль, также Кастии́л (англ. Castiel) — один из главных героев американского мистического телесериала «Сверхъестественное» производства компании Warner Brothers, исполненный Мишей Коллинзом.

## История персонажа в сериале

### Ангелы
Ангел впервые появился в первой серии четвёртого сезона, сам персонаж был использован для введения темы христианской мифологии в историю сериала. По сюжету — Кастиэль возвращает Дина Винчестера прямиком из ада, после этого помогает Дину и его брату Сэму в борьбе с различными демонами и ангелами. Принадлежа к числу последних, он обладает рядом сверхъестественных способностей, в том числе способностью убивать демонов одним прикосновением.
Согласно мифологии сериала, человеку не дано услышать истинный голос и узреть истинный облик ангела. Попытка взглянуть на ангела приводит к тому, что дерзнувшему выжигает глаза, ангельский же голос обладает силой настолько разрушительной, что барабанные перепонки человека просто не смогут его выдержать. Однако существуют избранные, способные и узреть, и услышать ангела. Для общения с обычными людьми тот должен вселиться в человека («сосуд»). Сосуд у каждого ангела свой. Войти в «сосуд» ангел может только с разрешения избранного. Если ангел вселится в человека, не предназначенного непосредственно для него, тело несчастного сгорит.

### Джимми Новак
Джимми Новак — обычный, ничем не примечательный семьянин и набожный христианин. У него есть жена и дочь. Но однажды он слышит, как с ним разговаривает кто-то, как оказывается впоследствии — настоящий ангел с небес по имени Кастиэль. Однажды ангел просит его погрузить руку в кипящую воду, чтобы доказать свою веру. Амелия — жена Джимми — не верит в его общение с ангелом и говорит, что ему нужна помощь психиатра. Амелия ставит ультиматум: или Джимми лечится, или она берёт с собой дочь и уходит. Новак не знает, что делать, поэтому он молится ангелу. Джимми соглашается стать сосудом для Кастиэля при условии, что тот защитит семью.
После того как Джимми становится сосудом Кастиэля, он на год оставляет свою семью и возвращается к ней только в эпизоде «Вознесение». Однако в конечном итоге его и его семью находят демоны, из-за чего все подвергаются большой опасности. В самого Джимми стреляет его одержимая жена, но всё кончается тем, что он вновь становится сосудом ангела вместо своей дочери Клер.

### Кастиэль
Впервые Кастиэль упоминается в 3 сезоне в эпизоде «Алая заря» в заклинании, которое произносит Сэм. Полноценное появление ангела происходит в начале 4-го сезона, когда Кастиэль спасает Дина Винчестера из Ада, согласно словам самого Кастиэля, по личному поручению Господа. На плече Дина остался ожог в виде отпечатка ладони Кастиэля.
В пятом сезоне Кастиэль убивает спутников Захарии и вынуждает своего бывшего начальника исцелить братьев и уйти. После этого Кастиэль рисует на рёбрах братьев енохианские символы, чтобы укрыть их от взора любого ангела, даже Михаила. В серии «Две минуты до полуночи» Кастиэль оказывается совсем бессильным. Он извиняется перед Дином за свои слова и помогает братьям одолеть Чуму и забрать его кольцо. Позже он вместе с Сэмом и Бобби совершает набег на компанию «Нивеус», которая собирается развести по всей стране вирус Кроатон под видом лекарства от гриппа. Он жалеет, что лишён своих сил, но оказывается полезным и без своих способностей. Он спасает Сэма от заражённого и говорит: «Вообще-то эта штука может быть полезной». В финальной серии Кастиэль выглядит почти человеком. Он сопровождает братьев и Бобби в Детройт, где Сэм планирует сказать «да» Люциферу и, переборов того внутри себя, прыгнуть в клетку. Кастиэль неловко прощается с Сэмом, вовремя не сообразив, что тому нужна моральная поддержка. Когда же Сэм не осилил Люцифера, Кастиэль теряет надежду и планирует напиться и смиренно ждать конца. В финальном противостоянии Дин приезжает на кладбище Сталл и видит Михаила (в теле Адама) и Люцифера (Сэм). Дин пытается поговорить с Сэмом, но это раздражает Михаила, и тот, похоже, хочет удалить Дина с поля боя. Но неожиданно является Кастиэль и с преисполненным удали криком «Эй, попа-жопа» бросает в Михаила бутылку с зажжённым святым маслом. Это на время изгоняет Михаила. Люцифер глубоко возмущён этим, говоря, что никому не позволено вредить его брату, и щелчком убивает Кастиэля, взрывая его сосуд. Через некоторое время Кастиэль возвращается и видит избитого Дина, склонённого над тем местом, куда прыгнул Сэм. Бог вновь вернул Кастиэля и не только восстановил его силы, но и сделал серафимом. Он исцеляет раны Дина и воскрешает Бобби Сингера. Ангел говорит, что вернётся на Небеса, ведь без Михаила там начнётся анархия.
В шестом сезоне в серии 6.03 «Третий человек» Кастиэль снова возвращается, помогая братьям в борьбе с демоном Кроули и всевозможными монстрами. После заточения Михаила и Люцифера в Раю начинается гражданская война между сторонниками начала Апокалипсиса, которых возглавляет архангел Рафаил, и ангелами, желающими остановить возможность нового Апокалипсиса, которых возглавил Кастиэль. В этой же серии выясняется, что некий ангел Бальтазар похитил священные артефакты ангелов (вроде посоха Моисея) и теперь раздаёт их людям для осуществления своих корыстных планов. Позже Кастиэль выясняет, что Сэм, вырвавшись из клетки Люцифера, «забыл» там свою душу. Дин старается приложить все усилия, чтобы её вернуть, но Кастиэль начинает его отговаривать. С развитием сюжета фигура Кастиэля в 6 сезоне становится всё более загадочной. Оказывается, он руководит действиями Бальтазара и, более того, связан каким-то сговором с демоном Кроули. Также Кастиэль принимает все возможные меры для получения душ людей, которые, по его словам, обладают огромной силой. Так, в серии 6.17 «Моё сердце будет биться дальше» он приказывает Бальтазару отправиться в прошлое и спасти Титаник, чтобы в дальнейшем заполучить души всех, кто находился на спасённом от затопления корабле, но операция срывается. Кас заключает сделку с Кроули, согласно которой заполучает половину всех душ чистилища, а в серии 6.22. «Человек, который слишком много знал» убивает Бальтазара, предавшего его. Кастиэль обманывает Кроули, не дав тому заполучить души из чистилища. В конце шестого сезона, заполучив все души из чистилища, он щелчком пальцев убивает Рафаила и объявляет себя Богом.
В начале 7 сезона Кастиил мнит себя богом, так как поглотил все души левиафанов из чистилища. В то время как он по всему миру карает всех, кто, по его мнению, оскверняет имя Бога, его оболочка начинает разрушаться, покрываясь ожогами и волдырями. В определённый момент контроль над телом Кастиэля захватывают левиафаны, самые страшные твари чистилища, поглощённые им, и устраивают резню в телецентре. Кас обращается за помощью к Винчестерам. Вместе они проводят ритуал и вновь открывают врата в чистилище. Сильно ослабевший Кастиэль выпускает из себя все души, и те возвращаются на своё положенное место. Он обращается к Винчестерам со словами раскаяния, говоря, что хотел бы искупить вину. Но вдруг ангел приказывает им бежать — оказывается, левиафаны не покинули его тело. Кас из последних сил пытается сопротивляться им, но тщетно — они захватывают его тело. Левиафаны говорят, что Кастиэль умер. Оболочка Кастиэля не выдерживает и снова начинает умирать. Понимая это, Левиафаны направляются к ближайшему водохранилищу и там высвобождаются, распространяясь по всему водопроводу. К берегу прибивает лишь окровавленный плащ «сосуда» Кастиэля. В 17 серии 7-го сезона Дин ищет кого-либо, кто может помочь Сэму, и один охотник рассказывает ему о неком Эмануэле, объявившемся пару месяцев назад, способном исцелять как физические, так и душевные болезни. Этот охотник для проверки способностей «целителя» расставил всевозможные ловушки, но Эмануэль спокойно прошёл через них и действительно его исцелил, вернув зрение. Дин отправляется к Эмануэлю и узнает в нём Каса. Выясняется, что Кастиэль ничего не помнит из своей прошлой жизни, он очнулся нагим у озера, где его и нашла Дафна, позже ставшая его женой. С тех пор прошло около трёх месяцев. Кастиэль постепенно вспоминает свою жизнь в схватке с демонами. Кас пытается восстановить стену, но ничего не получается — «Стена уничтожена в пыль», а Сэм не узнаёт его. На вопрос Дина, можно ли что-то сделать, он говорит, что может лишь забрать боль Сэма. Кас забирает безумие Сэма себе, отчего снова теряет память и сам постепенно сходит с ума. Он остаётся в клинике, так как Винчестеры не в состоянии позаботиться о нём, под присмотром Мэг, устроившейся туда медсестрой. Позже он покидает клинику и помогает Винчестерам в битве с левиафанами, отдав им немного крови для оружия. В последней серии 7 сезона он помогает Дину опознать Дика Романа и расправится с тем, удержав его, прежде чем Дин нанёс удар костью, но в итоге Дик взрывается — Кас и Дин вместе с ним попадают в чистилище.
В начале 8 сезона Кас показан лишь во флешбэках. Выясняется, что в Чистилище к Касу вернулся рассудок. Кас, Дин и Бенни проследовали к порталу из Чистилища. Дин и Бенни ушли, но Кас решил остаться, сочтя это наказанием за грехи. В седьмой серии 8 сезона Кастиэль возвращается из Чистилища, откуда его вызволили ангелы. Он решает не возвращаться на небеса и стать охотником, но оказывается под контролем ангела по имени Наоми, которая заставляет Каса докладывать ей обо всех действиях Винчестеров, но так, чтобы он ничего об этом не помнил. С помощью Каса Наоми пытается найти скрижаль «Ангелы» любой ценой, чтобы «обезопасить» её. Она отдаёт приказ убить Дина и забрать скрижаль. Кастиэль избивает Дина, но тому удается достучаться до него — от прикосновения к скрижали связь с Наоми обрывается. Кас скрывается со скрижалью, прячась и от ангелов, и от Винчестеров. Но вскоре ангелы находят Каса. Наоми требует отдать ей скрижаль. Один из ангелов оказывается предателем, работающим на Кроули, и похищает Кастиэля. Кроули без труда догадывается, что Кас спрятал скрижаль внутри своего сосуда, и вытаскивает её через рану в животе. Воспользовавшись отлучкой Кроули, раненый Кас убивает стерегущего его предателя и из последних сил перемещается к Винчестерам. Дин сильно зол на Кастиэля, потому что он потерял скрижаль, и испытывает боль оттого, что Кас после всего, что было, сбежал от него. Сэм просит брата быть мягче с ангелом, но в этот раз Дин не склонен сразу простить и забыть. Винчестеры тем временем находят Метатрона, писаря Божьего, который и написал скрижали. Они узнают, в чём состоит последнее испытание, и уезжают, а Метатрон предлагает Кастиэлю закрыть врата рая, чтобы ангелы решили все свои проблемы, не навредив планете. Кас соглашается и приступает к выполнению испытаний. После прохождения первого испытания Метатрона забирает на небеса Наоми со своим отрядом. Нуждаясь в помощи, Кастиэль приходит к Дину, который страхует Сэма, приступившего к последнему испытанию. Сэм уговаривает Дина идти помочь Кастиэлю. В ожидании появления купидона, чей лук является вторым испытанием, Дин и Кас сидят в баре, наблюдая за барменом, который является целью купидона. Дин гораздо дружелюбнее и спокойнее, чем при их предыдущей встрече. Оба друга прекрасно понимают, что из-за ангельских испытаний их пути скоро разойдутся навсегда, и даже не пытаются скрыть свою грусть. Кас и Дин забирают лук купидона, и Дин звонит Кевину, чтобы узнать, в чём заключается третье испытание. Кевин говорит, что о таких испытаниях в скрижали не сказано ни слова. Внезапно появившаяся Наоми говорит Дину и Касу, что она допросила Метатрона, и его истинное намерение — свергнуть всех ангелов на землю, чтобы отомстить за себя. Кас, у которого есть на то веские основания, не желает верить ни единому слову. Наоми в отчаянии, чтобы доказать, что говорит правду, спешит предупредить Дина, что третье испытание убьёт Сэма. Встревоженный Дин велит Касу перенести его обратно к Сэму. Кас, не убежденный Наоми, возвращается на небеса и видит, что она мертва. Метатрон, оказавшийся обманщиком, забирает благодать Каса, которая является последним элементом для выполнения его плана. Кас, ставший человеком, оказывается на земле и смотрит в небо, с которого падают ангелы.
В 9 сезоне на Каса охотятся многие из падших ангелов, но сам Кас не может дать им отпор. Он долго от них скрывается, но его находит один из жнецов, работающих на одну из группировок ангелов. Жнец обманом захватывает его в плен и пытает, а потом убивает. Чуть позже ангел, который находится внутри Сэма, воскрешает Кастиэля, после чего тот возвращается к спокойной жизни обычного человека. Охота за Кастиэлем продолжается. На его след выводит одна из ангелов, желавшая ему помочь. Кастиэля подвергают пыткам и оставляют наедине с одним из ангелов. Тот считает, что Кастиэль всё ещё сотрудничает с Метатроном, и просит замолвить за него словечко. Кас обманывает его, после чего перерезает ему горло и забирает ангельскую благодать. Убив всех ангелов, стоявших у него на пути, он выбирается из плена. Позвонив Дину, он заявляет, что у него всё хорошо и он теперь снова ангел. Также он рассказывает, что ангел Иезекииль, якобы помогавший Сэму выжить, умер ещё при падении на землю, а внутри Сэмми совсем другой ангел.
В эпизоде «Дорожное приключение» Кастиэль вместе с Дином и Кроули пытаются отыскать Гадриэля. В итоге они находят его в доме Александра Сарвера. Гадриэль отбросил Дина силой мысли, но был «вырублен» Кастиэлем. Итог таков — Дин вместе с Кастиэлем и Кроули помогают вытащить Гадриэля из тела Сэма. Он возвращается в свой сосуд. В эпизоде «Король проклятых» выясняется, что Кастиэль возглавил самую крупную фракцию ангелов, объединив ангелов со стороны Малахии и Варфоломея. Кастиэль встречается с Гадриэлем и пытается убедить его, что Метатрон не тот, кому нужно верить. Внезапно на Кастиэля совершается нападение, но им удаётся отбиться. Кастиэль предлагает ему сообщать о действиях Метатрона. В эпизоде «Лестница в Небо» Ряд ангелов взрывают себя, крича, что они делают это ради Кастиэля. Метатрон связывается с группой Кастиэля и говорит всем, что Кастиэль украл благодать и она уже угасает. Также Метатрон убеждает всех, что он даст им доступ на Небеса, если они присоединятся к нему. Ангелы подговаривают Кастиэля убить Дина за то, что тот убил Тессу, но он отказывается. В итоге группа Каса присоединяется к Метатрону. Однако Гадриэлю стал противен обман Метатрона, поэтому он решает сменить сторону. В эпизоде «Ты веришь в чудеса?» Метатрон делает заявление по «ангельскому радио», что он спускается на Землю, а врата в Рай будут закрыты до его возвращения. Ночью Дин приезжает к нему и пытается убить его Первым Клинком. Но Ангельская скрижаль даёт Метатрону невероятные силы, к тому же он знает, что Кастиэль и Гадриэль, пытаясь разрушить её, попадают в ловушку. Метатрону с лёгкостью избивает Дина и не даёт ему поднять клинок. Наконец он убивает Дина. А в это время Кастиэль выбирается из тюрьмы с помощью Гадриэля, который принёс себя в жертву, чтобы освободить его. Он разрушает ангельскую скрижаль, и Метатрон резко телепортируется, и Сэму не удаётся нанести смертельный удар. На Небесах злодей магией пристёгивает наручники в кресле, где сидит Кастиэль. Метатрон говорит, что Дин мёртв, а ангелы — это овцы, которым нужен поводырь, чтобы слепо следовать за ним. Метатрон собирается убить Кастиэля, но тот говорит ему, что ангелы всё слышали, так как он включил «ангельский вещатель». Ангелы хватают его, но вместо того чтобы убить, Кастиэль заточает его в Небесную Тюрьму. Ангел Ханна сообщает Кастиэлю, что без своей благодати он погибнет, но Кастиэль не спешит её возвращать, расстроенный смертью Дина.
В первой серии десятого сезона Сэм звонит Касу, чтобы доложить ему о Дине. Из-за чужой благодати Кас находится в не очень хорошем состоянии. После телефонного звонка приходит Ханна: небесам нужна его помощь, чтобы вернуть в райскую обитель ангелов Одину и Даниэль. Ангел находит свою настоящую благодать. Впоследствии Кроули спасает ослабевшего Каса и Ханну от Одины, забирает её благодать и отдает Кастиэлю, после чего к тому возвращаются силы.
В 7 серии 10 сезона Ханна покидает свой сосуд, и Кастиэль больше не ищет беглых ангелов. Он старается помочь дочери своего сосуда Клэр. Сначала она отторгает его, но постепенно между ними налаживается контакт. После того как Дин устроил резню в доме Рэнди, Сэм решает, что нужно избавить Дина от метки, хотя сам Дин прекращает бороться и пытается жить с этим. Ради помощи Кас достаёт с небес Метатрона, а Дин ранит его и чуть не убивает, но Касу и Сэму удаётся это остановить. Затем Кас выходит на Каина и в разговоре с ним узнает, что тот собрался истребить 10-ю часть человечества. С помощью приманки Сэм, Дин, Кас и Кроули заманивают Каина в огромную дьявольскую ловушку, где Дин сражается с ним первым клинком. Каин побеждает его и готовится убить, но в последний момент Дин отрезает ему руку и затем, поколебавшись, убивает Каина. Чтобы помочь Дину, Кас вновь решает вытащить Метатрона, но ангелы не пускают его на небеса. С помощью Бобби Сингера Кас проникает на небеса и вытаскивает Метатрона. Затем он лишает его благодати и под угрозой смерти допрашивает. Метатрон ничего не знает о том, как снять метку, но обещает отдать Касу оставшуюся благодать, чем спасает себе жизнь. Кас возвращает свою благодать, но Метатрону удаётся сбежать на его машине.
Кастиэль становится членом команды (Ровена, Сэм, Чарли), ищущей путь избавления старшего Винчестера от первого проклятья с помощью книги проклятых. Он присматривает за Ровеной и Чарли, но Чарли сбегает, и её убивает Эдлтон Стайн. После этого Дин истребляет всё американское отделение семьи Стайн, включая молодого парня, которому даже не пересаживали органов. Кас пытается остановить Дина, но тот начинает избивать Каса, который не сопротивляется. Свалив окровавленного Каса на землю, Дин наставляет на него клинок, бьёт рядом с ним, приказав ему и Сэму держаться от себя подальше, и уходит.
В последней серии 10 сезона Кас привлекает Кроули, чтобы тот достал ингредиенты для заклинания по снятию метки, что тот успешно делает. В итоге Ровена снимает метку с Дина, освободив при этом тьму. Заклинание сняло с неё железные оковы, она обездвижила Кастиэля и Кроули и с помощью заклинания послушной собаки натравила Кастиэля на Кроули.
В первой серии одиннадцатого сезона Кас всё ещё находится под действием заклинания Ровены. По его воспоминаниям становится понятно, что Кас напал на Кроули и ударил его клинком ангела, но демон успел покинуть сосуд и выжил. Находясь в отчаянии, Кас просит ангелов ему помочь, он звонит Дину и прощается с ним, а потом его забирают ангелы. Кас надеется, что ангелы ему помогут, но ангелы начинают пытать его. Убив ангелов и сбежав от них, Кас приходит в бункер и просит братьев ему помочь. Братья ловят Ровену и заставляют её отменить заклинание, и Кас приходит в норму. Пытаясь быть полезным, он нападает на след Метатрона и находит злодея. Он узнает у Метатрона, что тьма — сестра Бога. Потом Кас, не видя другого выхода, становится сосудом Люцифера.

### Люцифер
В 10 серии 11 сезона Кастиэль дает согласие Люциферу на вселение в его тело, и тот берёт его под контроль. После этого Люцифер в теле Каса выбирается из клетки с братьями, но не выдаёт себя. Затем он возвращается в ад, где убивает Ровенну и свергает Кроули, делая из него свою «собачку», и сам становится королём.
В 11 серии Люцифер бродит по парку, перед этим покормив уток. За ним увязывается ангел. Люцифер не идёт на конфронтацию, а говорит, что поможет убить Амару. Ангел отвечает, что её нельзя уничтожить, а его можно, и нападает. Люцифер уничтожает ангела щелчком пальцев, после чего появляется на базе Винчестеров, где ищет сведения об оружии против Амары. Там же Дин расскывает ему, что между ним и Амарой есть связь.
В 14 серии Люцифер требует принести ему всё оружие, что есть в аду. Кроули, находящийся на цепи, говорит, что понимает, что тот недостаточно силен. Люцифер соглашается. Внезапно Дин звонит ему, и тот прибывает на базу Винчестеров. Винчестеры объясняют, что есть оружие, известное как Рука Бога, которое нацисты потеряли во время Второй мировой войны. Люцифер говорит, что оно идеально подходит, и переносит Дина в прошлое — на корабль, где оружие было замечено в последний раз. Сам проникнуть он не может из-за защитных знаков. Вернувшись в бункер, он с Сэмом ищут способ обойти знаки. Сэм находит подходящее заклинание, но для него нужна сила архангела. Сэм отказывается от идеи, но Люцифер начинает готовить ингредиенты. Сэм предлагает прикоснуться к его душе и говорит, что доверяет Касу. Люцифер смеётся и раскрывает себя, готовясь убить Сэма. Но Кастиэль одолевает его внутри себя и не даёт убить Сэма. Кастиэль объясняет Сэму, что он нужен, чтобы убить Амару и спасти Дина, так как сам не сможет вернуться в прошлое. В итоге Дельфина Сейду с помощью руки Бога стирает последний знак в своём сердце, и Люцифер телепортирует Дина обратно с рукой. Сэм говорит, что это не Кас. Люцифер же утверждает, что идея с конспирацией была неудачной с самого начала и что этого оружия хватит, чтобы убить Амару. Но ему не удаётся его использовать, так как оно одноразового действия, о чём говорит Дин. Разъярённый Люцифер идёт на Дина, но Сэм с помощью кровавого символа изгоняет его.
В 15 серии Люцифер занят поисками новых рук Бога. Он спрашивает Кроули, но тот клянётся, что сказал бы, если бы знал. В итоге Люцифер прибегает к хитрости: он дает задание демону Симмонс освободить Кроули, чтобы тот привёл его к руке Бога, что та успешно делает. Однако Кроули самому удается перехитрить Люцифера и завладеть жезлом Аарона. В итоге Кроули использует жезл на Люцифере. Симмонс бросается на ударную волну и рассыпается в пыль. Люцифера отбрасывает к стене. Кроули хочет добить Люцифера, но силы жезла иссякают. Люцифер одним ударом сбивает с ног Кроули, но тот успевает телепортироваться.
В 18 серии Люцифер появляется на небесах, утверждая, что он может одолеть Амару. Ангелы не хотят сотрудничать, утверждая, что он зло. Тот говорит, что это пиар-ход. В итоге ему удается убедить ангелов, после чего он решает остаться на небесах после победы над Амарой и просит ангелов называть его Богом. Внезапно Амара атакует небеса и сбивает всех ангелов вместе с Люцифером с ног. Братья вызывают Люцифера и захватывают его в ловушку. Тот требует отдать ему рог Иисуса Навина. Дин использует кровавый символ и подавляет Люцифера. Тело возвращается к Касу. Дин просит его изгнать Люцифера, но Люцифер снова берёт тело под контроль. После этого Кроули залетает в тело Каса и пытается достучаться до него. Но Кас говорит, что это плохая идея. Люцифер появляется и начинает избивать Кроули. Кас не реагирует, лишь говоря, что они ему «телик сломают». Братья изгоняют Кроули из тела Каса с помощью экзорцизма, и он возвращается в своё. Огонь святого масла гаснет, и Люцифер освобождается и захватывает рог. Кроули телепортируется. Люцифер начинает душить братьев силой мысли, но появляется Амара. Люцифер использует на ней мощь рога, но на неё это никак не действует. Амара телекинезом приближает его к себе и телепортируется с ним, после чего начинает пытать.
В 21 серии Люцифера спасают из плена Сэм, Метатрон, а также Чак (Бог), который исцеляет его после долгих мучений.
В эпизоде «Горсточка счастливцев» Кастиэль просит ангелов помочь им в борьбе с Тьмой. Когда они почти побеждают Тьму, она в ярости нападает на Бога и изгоняет Люцифера из тела Каса.

### Возвращение контроля над телом
Позже Кас прощается с Дином, который стал «ходячей бомбой из душ» и хочет пожертвовать жизнью для уничтожения Тьмы. Вернувшись с Сэмом в бункер, Кас находит там Антонию Бэвелл — одну из Британских Просвещённых, посланную в Америку для уничтожения Винчестеров, и та, используя знак изгнания ангелов, изгоняет Кастиэля, а в Сэма стреляет.
В 9 серии 12 сезона помогает найти Винчестеров и спасает Мэри, убив жнеца Билли.
В 10 серии 12 сезона раскрывается прошлое Кастиэля. В финале серии он убивает своего бывшего командира Ишима.
В 12 серии 12 сезона участвует в операции по уничтожению Рамиэля, но оказывается смертельно ранен. В итоге его спасает Кроули, который ломает копье и разрушает магию.
В 19 серии 12 сезона с помощью силы нефилима уничтожил князя ада Дагон.
В 23 серии 12 сезона Кастиэля убивает Люцифер.
В 1 серии 13 сезона Сэм, Дин и Джек сжигают трупы Кастиэля и Келли.
В 3 серии Джек пытается связаться с Кастиэлем, и тот просыпается в пустоте.
В 4 серии Кастиэль бродит по пустоте и натыкается на Космическую сущность, управляющую пустотой. Тот пытается заставить его уснуть, избивая и показывая худшие воспоминания. Кастиэль отказывается уснуть и угрожает сражаться с ним, пока они оба не сойдут с ума, если тот его не освободит. В итоге Космическая сущность возвращает Кастиэля на землю в том же теле, но новом пальто.
В 5 серии Кастиэль связывается по телефону с Дином и вскоре встречается с ним и Сэмом.
В 6 серии рассказывает Сэму и Дину о том, что произошло с ним. Вместе они возвращаются в бункер. Там он встречается с Джеком. После участвует в расследовании дела с гулем. В итоге Джек случайно убивает человека и принимает решение покинуть братьев и Каса.
В 7 серии Кастиэль отправляется к ангелам узнать о Джеке. Ангел Дюма говорит, что тот не у них, но они планируют захватить его и заставить создавать ангелов. Дюма просит Каса помочь им. Кас отказывается, и трое ангелов нападают на него. Поначалу он успешно отбивается, но Дюма заходит сзади и приставляет клинок к горлу. Внезапно появившийся Люцифер отпугивает ангелов. Кастиэль видит, что он слаб, и планирует напасть. Люцифер останавливает его, убеждая поговорить. В кафе он рассказывает ему об угрозе со стороны Михаила из альтернативной реальности. Кастиэль относится к истории настороженно. Он пытается тайно сообщить Винчестерам, но Люцифер раскрывает его. Они продолжают говорить в баре, пока не приходит Асмодей. Люцифер пытается запугать его, но Асмодей видит его ослабленное состояние и захватывает обоих в плен.
В 12 серии Кастиэль в ответ на выпадки Люцифера начинает издеваться над ним и приводит того в гнев. Вскоре им обоим удается выбраться из клетки. Кастиэль убивает демона Диппера. Они с Люцифером пытаются уйти, но прибегают ещё 4 демона с ангельскими клинками. Разобравшись с ними, Кастиэль и Люцифер выходят из здания. Люцифер просит отдать ему благодать. Кастиэль отказывается, и Люцифер ранит его клинком. В ответ на это Кастиэль пронзает его клинком, говоря, что так учится на своих ошибках.
В 13 серии раненый Кастиэль идёт по лесу и теряет сознание. Утром, очнувшись, он возвращается к тому же месту, где Люцифера держали в плену, но не обнаружив последнего, возвращается к Винчестерам. Им он рассказывает всё, что с ним произошло и что рассказал ему Люцифер. В поисках того они натыкаются на Артура Кетча, который преследует цель убить Люцифера. Он предлагает им работать вместе, но Кастиэль касанием пальцев вырубает его, и они кладут его в багажник. Выследив Люцифера, они узнают, что он использует для подпитки ангела Аниэль, которая стала союзницей Люцифера. Аниэль нападает на Сэма, а Люцифер телекинезом нейтрализует Кастиэля и Дина. Позже он пытается их задушить, но прибегает Артур Кетч и кидает в них антидемонскую бомбу. Люцифер и Аниэль телепортируются. Кетч договаривается с Сэмом, Дином и Касом работать вместе. Позже в бункере они без Кетча обсуждают дальнейшие планы.

## Побежденные персонажи
За свою жизнь Кастиэль успел убить тысячи ангелов и сотни демонов, имена которых не были установлены. Он также убил множество других существ.

#### Убитые
- Рафаил — главный антагонист. Убит щелчком пальцев после поглощения душ Чистилища (6 сезон).
- Чума — второстепенный антагонист. Отрезал палец с кольцом. Вскоре должен превратиться в высохший скелет (5 сезон).
- Дагон — второстепенный антагонист. Сожжена после получения дополнительных сил от Джека (12 сезон).
- Варфоломей — второстепенный антагонист. Убит в сражении один на один ангельским клинком (9 сезон).
- Джейн — второстепенный персонаж. Убита ангельским клинком со спины (8 сезон).
- Билли — второстепенный персонаж. Убит ангельским клинком со спины (12 сезон). Позже воскрес как новая Смерть.
- Бальтазар — второстепенный персонаж. Убит ангельским клинком со спины (6 сезон).
- Рахиль — второстепенный персонаж. Убита ангельским клинком в сражении один на один (6 сезон).
- Самандриэль — второстепенный персонаж. Убит ангельским клинком (8 сезон).
- Ишим — второстепенный малозначительный антагонист. Убит ангельским клинком со спины (12 сезон).
- Эфраим — второстепенный малозначительный антагонист. Убит ангельским клинком (9 сезон).
- Эфром — второстепенный малозначительный антагонист. Убит в сражении один на один (11 сезон).
- Иона — второстепенный малозначительный антагонист. Убит ангельским клинком (11 сезон).
- Ион — второстепенный малозначительный антагонист. Убит ангельской пулей в глаз (8 сезон).
- Тео — второстепенный малозначительный антагонист. Убит прикосновением ко лбу (9 сезон).
- Хейэль — второстепенный малозначительный антагонист. Убита ангельским клинком (9 сезон).
- Даниэль — второстепенный персонаж. Убит ангельским клинком со спины (10 сезон).
- Эллсворт — второстепенный малозначительный антагонист. Убит прикосновением ко лбу (6 сезон).
- Диппер — второстепенный малозначительный антагонист. Убит прикосновением ко лбу (13 сезон).
- Маркус — второстепенный малозначительный антагонист. Убит прикосновением ко лбу (7 сезон).
- Ленор — второстепенный персонаж. Убита фотокинезом (6 сезон).
- Бригитта — второстепенный персонаж. Убита фотокинезом (6 сезон).

#### Живые
Помимо убитых, были и персонажи, которых Кастиэль сумел нейтрализовать, не убивая. Однако это было на определённое время, и позже они продолжали представлять угрозу.
- Сэм Винчестер — главный герой, второстепенный антагонист. Отключено сознание (4, 12 сезон).
- Дин Винчестер — главный герой, второстепенный антагонист. Побежден как рыцарь ада удержанием и надеванием наручников (10 сезон). Избит как человек (5, 8, 11 сезоны), отключено сознание (5, 12 сезон).
- Кроули — главный герой, главный и второстепенный антагонист. Припугнут ударом об стену (6 сезон), завербован (7 сезон).
- Люцифер — главный герой, главный и второстепенный антагонист. Побежден внутри тела Кастиэля (11 сезон). Ранен ангельским клинком (12 и 13 сезон).
- Метатрон — главный и второстепенный антагонист. Заточён в тюрьму (9 сезон), лишён благодати (10 сезон), избит (11 сезон).
- Дик Роман — главный антагонист. Задержан Кастиэлем со спины и убит Дином Винчестером (7 сезон).
- Михаил — второстепенный антагонист. Ранен огнём святого масла и удалён с поля боя (5 сезон).
- Космическая сущность — второстепенный персонаж. Был заставлен отпустить Кастиэля из пустоты под угрозой довести до безумия (13 сезон).
- Мэг — второстепенный антагонист. Брошена в огонь святого масла (5 сезон).
- Захария — второстепенный антагонист. Припугнут угрозой убийства в рукопашной схватке (5 сезон).
- Аластар — второстепенный антагонист. Захвачен ангелами под командованием Кастиэля (4 сезон).
- Гадриэль — второстепенный антагонист. «Вырублен» ударом кулака (9 сезон).
- Артур Кетч — второстепенный антагонист. «Отключён» прикосновением ко лбу (13 сезон).
- Донателло — второстепенный антагонист. Отправлен в кому в связи со смертью мозга (13 сезон).
- Альтернативный Михаил — главный антагонист. Пленен наручниками (14 сезон).

## Прототип персонажа
Внешний вид был основан на персонаже комиксов — Джоне Константине. В 13-й серии 14-го сезона ангел Захария называет его Константином, а Кас отвечает, что не понял этой отсылки.
В христианской мифологии не встречается ангел со схожим именем, но в каббалистическом учении есть Кастиил, который является Престолом Бога и одним из сильнейших ангелов. Также Кастиил считается Ангелом Четверга (по некоторым данным — субботы). Поэтому некоторые поклонники усматривают в имени ангела своеобразное «пасхальное яйцо», ведь на американском телевидении до 6 сезона сериал транслировался по четвергам.
Также упоминание об ангеле с очень похожим по звучанию именем есть в книге Сефер ха-разим — одной из древних книг периода Талмуда. Книга была издана Мордехаем Маргалиотом в 1966 году в Иерусалимском издательстве «Едиот ахронот». Именно в ней перечислены имена ангелов и их распределение по семи небесам. Кастиэль обитает на шестом небе, в восточной части этого самого неба, и это действительно ангел-воин, к помощи которого, видимо, можно прибегнуть во время битвы.

## Отзывы и рецензии на актёрскую работу Миши Коллинза
- Кастиэль (Миша Коллинз) занял девятое место в топе «Лучший новый телевизионный персонаж» по версии сайта TV.com.[7]
- TV Squad также высоко оценили работу актёра, говоря о том, что Миша создал пугающе точный образ нечеловеческого существа, проделав огромную работу.[8]
- Карла Петерсон (The San Diego Union-Tribune) назвала концепцию Кастиэля «гениальной», а актёра в роли Кастиэля «невероятным».[9]
- Критик Трейси Моррис посчитал, что игра Коллинза (Кастиэль/Джимми Новак) в эпизоде «Вознесение» достойна «Эмми».[10]